# Hessisch voetbalkampioenschap 1915/16
In 1915/16 werd het tiende Hessisch voetbalkampioenschap gespeeld, dat georganiseerd werd door de West-Duitse voetbalbond. Door de omstandigheden in de Eerste Wereldoorlog werden de West-Duitse competities nog in meerdere reeksen gesplitst. Er was geen verdere eindronde voor de algemene titel of West-Duitse titel.

## 1. Klasse

### District Cassel
| Plaats | Club                      | Wed. | W | G | V | Saldo | Ptn. |
| ------ | ------------------------- | ---- | - | - | - | ----- | ---- |
| 1.     | Casseler FV 95            | 5    |   |   |   |       | 8:2  |
| 2.     | FV Eintracht Cassel       | 5    |   |   |   |       | 7:3  |
| 3.     | 1. Casseler BC Sport 1894 | 5    |   |   |   |       | 7:3  |
| 4.     | FC Hermannia Cassel       | 5    |   |   |   |       | 5:5  |
| 5.     | TG 1848 Cassel            | 5    |   |   |   |       | 3:7  |
| 6.     | VfB Cassel                | 5    |   |   |   |       | 0:10 |

|  | Kampioen   |
|  | Degradatie |

### District Zuid-Hannover
| Plaats | Club              | Wed. | W | G | V | Saldo | Ptn. |
| ------ | ----------------- | ---- | - | - | - | ----- | ---- |
| 1.     | FV Einbeck 05     | 8    |   |   |   | 21:10 | 11:5 |
| 2.     | SuS Northeim 1907 | 8    |   |   |   | 22:21 | 11:5 |
| 3.     | SpV Kreiensen     | 8    |   |   |   | 20:28 | 7:9  |
| 4.     | FC 07 Northeim    | 8    |   |   |   | 11:23 | 6:10 |
| 5.     | Seminar Northeim  | 8    |   |   |   | 17:9  | 5:11 |

|  | Play-off eerste plaats |

Play-off
| Team 1        | Uitslag | Team 2            |
| ------------- | ------- | ----------------- |
| FV Einbeck 05 | 3:1     | SuS Northeim 1907 |